# 第二次ルジェフ会戦
第二次ルジェフ会戦（だいにじルジェフかいせん）とは、第二次世界大戦中の1942年11月に開始されたソビエト赤軍によるルジェフ付近のドイツ軍に対する戦略的攻勢によって起こった会戦を指す。

## 概説
ルジェフ近辺には1941年のモスクワの戦いとその後に起こったソ連の冬季反攻とドイツ軍の防衛戦の結果として巨大な突出部が形成されており、ドイツ軍前線はここでモスクワに対してもっとも接近していた。
ソ連の最高司令部は、スターリングラードのドイツ軍に対する攻勢作戦である天王星作戦と同時期に、ルジェフ突出部に対して行う攻勢作戦として火星作戦を立案し、ゲオルギー・ジューコフ大将が総指揮にあたった。作戦は、西方正面軍（イワン・コーネフ大将指揮）とカリーニン正面軍（マクシム・プルカエフ大将指揮）によってドイツ第9軍（ヴァルター・モーデル上級大将指揮）の守るルジェフ突出部を挟み撃ちにして撃滅することを目的としていた。一説ではこの作戦は第9軍のみならず、ドイツ中央軍集団（ギュンター・フォン・クルーゲ元帥指揮）そのものの背後に回りこんで撃滅しようとしたものではないかと言われている。
作戦の詳細は公表されていないが、ソ連軍はドイツ軍戦線を突破できず大敗北を喫し、一説では兵33万5千人と1600両の戦車を失ったとされている。この敗北は他ならぬジューコフが総指揮に当たったということと、スターリングラードでの大勝利と同時期の大敗北であるため、ソ連は長きにわたってこの会戦の存在そのものを否定してきた。
しかし同時に第9軍も無傷で済んだわけがなく、何よりも、スターリングラードの悲劇を始めとする赤軍の冬期攻勢の余波により、戦線を短縮して、予備兵力を抽出する必要に迫られた。このため、1943年3月1日に第9軍はルジェフ突出部からの整然とした撤退を開始（水牛作戦）。赤軍も追撃を試みたが、先の敗北により積極性を失い、さらに、ドイツ軍の巧みなブービートラップ戦術により足止めされた。第9軍は、突出部の根元に形成されていた水牛陣地への撤退に成功、さらに部隊の配置が整理され、最終的には22個師団ほどを予備に抽出することが可能となった。
一方、さらに南側の第2軍戦区は、オリョール周辺の戦闘で悪戦苦闘が続いたが、南方軍集団の反攻の成功によって、ようやく一息が付け、春の泥濘期の訪れも手伝って戦線は安定に向かった。
このように水牛作戦の成功、第2軍戦区の小康、泥濘期の到来をもって、中央軍集団は部隊の休養を宣言。南方軍集団からは、第2軍の南下を要請されたが、これを拒絶し、この結果として、オリョール南方に、クルスク突出部が残ることになった。なお、ルジェフ突出部から撤収した第9軍司令部や抽出された予備兵力の多くは、第2軍の北側、クルスク突出部の北辺へと移動させられ、夏季攻勢に参加することになる。